# Tyge (biskop i Aarhus)
 Der er flere personer med dette navn, se Tyge (biskop).
Tyge eller Tuke (død 23. november 1272 på Samsø) var biskop i Aarhus Stift, kaldes magister efter studier i Paris.
Ved bispevalget i Aarhus 1260 stemte flere på ham, men valget stod uafgjort, og Tyge drog da til Paven for at forebringe ham sagen. Imidlertid havde Jacob Erlandsen den dristighed at indsætte abbed Arnfast, der mentes at have forgivet Christoffer 1. i bispesædet. Tyge vandt dog Pave Urban IV for sig, og han irettesatte Jacob Erlandsen og indviede Tyge til biskop. Tilmed vandt Tyge Pave Urban for den danske krones sag i striden med ærkebiskoppen. 1262 kom Tyge hjem fra Rom med kostelige relikvier. Straks stod han som kirkelig fører i kampen mod Jacob Erlandsen og hans tilhængere, der måtte forlade Danmark.
Tyge fik den pavelige nuntius magister Gerhard til at bandlyse ærkebispen, og mens Urban IV stævnede Jacob Erlandsen for sin domstol med hårde beskyldninger, gav han Tyge det ene tillidshverv efter det andet: 1263 overdroges det ham at indrette det kloster, som Prinsesse Agnes ville stifte, og det skønt klosteret skule være på Sjælland; samme år blev han sat i spidsen for korstogsindsamlingen i Danmark; 1264 overdroges det ham at styre Roskilde Stift, fordi Biskop Peder var landflygtig "paa Grund af sine svære Forbrydelser".

## Striden med Øm Kloster
Urban støttede ham også i hans voldsomme strid med Øm Kloster, og denne kamp, der klart viser både Tyges ubøjelige viljekraft, men også hans hensynsløshed, fletter sig ind i den store kirkestrid. Tyge visiterer klosteret, Abbed Bo nægter ham ret dertil. Tyge kræver gæsteri efter gammel skik, Bo afviser kravet. Tyge trænger med magt ind i klosterets «Biskopshus»; da klemter klosterklokken, Tyge føler sig truet og rider der fra i vrede. På retsmøder klager Tyge over abbeden, ja sigter ham endog for at huse Arnfast og andre kongefjender; Bo svarer med at forbande den, der i denne sag farer med usandhed. Bispen bandlyser, da Bo og alle hans undergivne; på stedet løser Bo sine undergivne af bandet. Tyge bandlyser nu under alskens plagerier klosterets bønder og tilbageviser de andre cistercienserabbeders henvendelse til Rom. Da nedlægger Bo sin værdighed (1263), men Tyge står lige så uforsonlig over for hans efterfølger Thure. Pave Urban irettesætter vel Tyge for hans voldshandlinger, men beskikker sættedommere, der er afhængige af ham. Bisperne af Ribe og Slesvig mægler i 1264 et forlig, hvorved klosterets gæsteripligt opretholdes, imod at Aarhusbispen frafalder andre krav ; men nu tiltvinger Tyge sig gæsteri langt ud over sin ret. Striden blusser op igen, Tyge bandlyser Thure og munkene, hvorefter klosterets bønder plages endnu værre af ham.
Efter Urban IV’s død trak et uvejr dog op, især da cistercienseren Kardinal Guido blev pavelig legat i Danmark. Som kongens ivrige tilhænger blev Tyge bandlyst af Guido i Lübeck (1266 og 67), og af Biskop Bonde i Slesvig, der var gjort til sættedommer i klosterstriden, bandlystes han for sine overgreb mod Øm og sin trodsige udebliven fra retten i 1267. Bandlysningerne fik dog intet at sige, Tyge havde magten. Øm Klosters velstand var ødelagt, Thure nedlagde sin værdighed i 1268, og de forskræmte munke faldt vist nok til føje; Jacob Erlandsen var stadig borte fra Danmark, og Tyge var egentlig den danske kirkes leder.
Sin troskab mod kongedømmet blev belønnet med udstrakte privilegier for domkirken, og domkapitlet stod trofast ved hans side; han skænkede da også kapitlet sin gård i Båstrup ved Skanderborg og oprettede derved det ansete kantorembede i 1266. Tyge døde på Samsø 23. november 1272. 13. januar 1273 valgtes til hans efterfølger den hidtilværende ærkedegn Peder Aaby, som i
kirkestriden havde været Tyges og Erik Glippings mest betroede mand.